# Gerhard E. Gründler
Gerhard E. Gründler (* 21. März 1930 in Sachsenberg bei Schwerin; † 24. März 2012 in Hamburg) war ein deutscher Journalist.

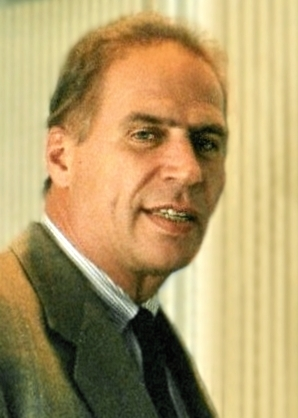
Gerhard E. Gründler 1993

## Leben
Gründler, geboren im März 1930 in Sachsenberg, studierte Rechts- und Staatswissenschaften an der Universität Kiel und Journalismus an der Indiana University in Bloomington (USA). Im Jahr 1956 legte er die 1. Juristische Staatsprüfung ab. Danach absolvierte er ein Volontariat bei der Schleswig-Holsteinischen Volkszeitung in Kiel. Nach Redakteurstätigkeiten bei der Welt (1958–1963) und beim Stern (1963–1971) war Gründler in den Jahren 1971 bis 1976 Chefredakteur des Vorwärts. Es folgten drei Jahre als Stern-Reporter. Von 1979 bis 1981 war Gründler Bonner Korrespondent für den WDR-Hörfunk und von 1981 bis 1991 Direktor des NDR-Landesfunkhauses in Hamburg. Am 24. März 2012 starb er in Hamburg.
Sein Nachlass wird vom Archiv der sozialen Demokratie der Friedrich-Ebert-Stiftung verwahrt. Er enthält vorwiegend Berichte aus seiner Zeit als Chefredakteur des Vorwärts.